# Mandy Nicholls
Mandy Nicholls, född den 28 februari 1968 i Kingston-upon-Thames, Storbritannien, är en brittisk landhockeyspelare.
Hon tog OS-brons i damernas landhockeyturnering i samband med de olympiska landhockeytävlingarna 1992 i Barcelona.